# Ixamatus rozefeldsi
Ixamatus rozefeldsi is een spinnensoort in de taxonomische indeling van de bruine klapdeurspinnen (Nemesiidae).
Ixamatus rozefeldsi werd in 1985 beschreven door Raven.